# Demi Lovato: Stay Strong
Demi Lovato: Stay Strong es un documental de una hora, donde la cantante y actriz estadounidense Demi Lovato le permite a la audiencia de MTV en el interior para ser testigos de sus momentos más privados, durante su recuperación muy público de su desorden alimenticio. Con las cámaras de MTV después, ella regresa por primera vez al centro de rehabilitación que se retiró en noviembre de 2010 para hablar con franqueza a sus compañeros acerca de sus experiencias en recuperación, y agradecer a los consejeros y el personal que dice la mantuvo viva. Ella también permite que el testimonio público de MTV sea de primera mano de su continua evolución como artista y trata de un nuevo personaje como confesionario cantante y compositora, y realiza un álbum lleno de material muy personal en frente de una agotadora multitud por primera vez. Su estreno en Estados Unidos se realizó el 6 de marzo de 2012, en Latinoamérica su estreno fue el 26 de marzo de 2012, y en España fue el 10 de marzo de 2012.

## Sinopsis
El documental muestra a la misma cantante Demi Lovato, hablando de sus momentos más privados, durante su recuperación sobre su desorden alimenticio, mientras también muestran imágenes de su gira y su familia.
- ¿Cómo las cosas se salieron de control?: La joven cantante se refleja en el duro camino que la llevó a la purga y lesionarse a sí mismos.
- Encontrar "un propósito más grande": Demi se da cuenta de que su propósito es "inspirar a la gente" y "hacer que la gente vea a través de sus días y sus problemas".
- Primer Acción de Gracias fuera del tratamiento: "Este año definitivamente no soy de tomar cualquier día de fiesta por sentado", dice Demi al pasar Acción de Gracias con su familia.
- Una 'Hermosa' Fan: Una fan le dice a Demi que la inspiró a salir sin su peluca.
- Visitando Timberline Knolls: "Me puse tan completamente vulnerable y en carne viva así, cuando yo aún entró en esta habitación me siento desnuda", Demi confiesa acerca de la habitación que se quedó durante el tratamiento.
- Demi interpreta 'Skyscraper': "Me gustaría que todo el mundo aquí pudiera vivir en libertad", Demi le dice a los pacientes en Timberline Knolls.
- Celebrando el camino de recuperación: Demi y su equipo bajan a Rick Ross, si bien reconoce que "la recuperación no tiene un día libre".
- Tatuajes: De "Stay Strong" a la "Faith", Demi explica las historias detrás de todos sus tatuajes.
- Intimidación: Los fanes de Demi alaban a la artista por tomar una postura contra el Ciberacoso.

## Estrenos internacionales
| País / Región                                                                                                | Red(es) | Fecha de estreno    | Título                   |
| --- | ------- | ------------------- | ------------------------ |
| Estados Unidos                                                                                               | MTV     | 6 de marzo de 2012  | Demi Lovato: Stay Strong |
| Argentina · Brasil · Chile · Colombia · México · Ecuador · Venezuela · Perú · Uruguay · República Dominicana | MTV     | 26 de marzo de 2012 | Demi Lovato: Stay Strong |
| España | MTV     | 10 de marzo de 2012 | Demi Lovato: Stay Strong |